# Toktok
Toktok ist eine Berliner Gruppe aus der Technoszene. Mitglieder sind Anton Waldt, Nerk (Benjamin Weiss), Fabian Feyerabendt (der auch zusammen mit Alexej Schipenko der Band „Contemporary Household“ angehört), C14 (Carsten Neubauer) und gelegentlich Stefan Küchenmeister. Sie ist nicht zu verwechseln mit tok tok tok.
Einem breiteren Publikum wurden Toktok durch die mit Sängerin Soffy O veröffentlichten Singles Missy Queen’s Gonna Die (2001) und Day of Mine (2002) und dem Album Toktok vs. Soffy O. (2002), sowie durch die mit Sängerin Nena veröffentlichte Single Bang Bang (2004, Video von den Comic-Künstlern Bringmann & Kopetzki) bekannt.

## Geschichte
Toktok gründeten sich 1994, als die nunmehrigen Mitglieder der Gruppe noch als Organisatoren in der Free Party-Szene tätig waren, wobei sie unter anderem mit dem Soundsystem Spiral Tribe zusammenarbeiteten.
In den 1990er-Jahren entwickelten Toktok nach zahlreichen Auftritten als eigenen Musikstil eine Mischung aus Techno, Electroclash und House. 2001 führte sie ihr erster Cluberfolg Missy Queen’s Gonna Die zusammen mit Soffy O. zu einem Plattenvertrag mit EastWest (Warner Music). Nachdem ein Jahr später die zweite Single mit Soffy O. Day Of Mine ebenfalls ein Erfolg wurde, veröffentlichten Toktok mit Soffy O. ihr erstes Album Toktok vs. Soffy O., das mit dem German Dance Award ausgezeichnet wurde.
Es folgte eine Tournee durch Europa, Russland und Japan.
Nebenbei betrieben Fabian Feyerabendt, Stefan Küchenmeister und Benjamin Weiss das Projekt ZokZok. Mit dem auf einem Sample aus dem ABBA-Lied Head Over Heels basierenden Track ZokZok 3 hatte das Projekt 2002 einen sehr erfolgreichen Clubhit.

## Diskografie

### Alben
- Run.Stop.Restore (2001; Rough Trade)
- Toktok vs. Soffy O (2002; Eastwest)
- Tora Bora (2003; Hörspielmusik)
- Various – Tokblock 01 (2004; Toktok Records)
- Bullet in the Head (2010; Toktok Records)
- Yes No Yes (2018; Toktok Records)
- Tweng (2023; Toktok Records)

### Singles und EPs
- Randomize
- Mean Streets EP
- Toktok Vs. Soffy O. – Missy Queen’s Gonna Die (BPitchControlRec.) (8/2001)
- Toktok Vs. Soffy O. – Day of Mine (Ludicrous Idiots) (9/2002)
- Toktok Toktok (DJ.Ungle Fever)
- Knack Knobbed EP
- Toktok & Nena – Bang Bang (5/2004; WSM/Warner)
- Körperteile EP (10/2005; Bomzh)
- Den Den Den Remixes
- Yoyodyne EP (4/2006; V-Records)
- Radiator Rabiator EP (5/2007; Toktok Records)
- Nosebleep EP (2/2008; Toktok Records)

## Auszeichnungen
- Dance Music Award
  - 2001: in der Kategorie „Bester Newcomer“
  - 2001: in der Kategorie „Critics Choice Track“ (Missy Queen’s Gonna Die)